# 4890 Сіканосіма
4890 Сіканосіма (4890 Shikanosima) — астероїд головного поясу, відкритий 14 листопада 1982 року.
Тіссеранів параметр щодо Юпітера — 3,644.
Названо на честь Сіканосіми (яп. しかのしま(志賀島) сіканосіма).